# Гомін
Гомін (Гомон) — республиканская газета на украинском языке, издающаяся в Приднестровье. Учредителями газеты является Правительство ПМР и Верховный Совет ПМР. Выходит 1 раз в неделю (по субботам). Формат А3, 12 страниц. Тираж - около 1200 экземпляров.
Газета выходит с 1 января 1992 года. Награждена орденом Почёта ПМР. Стала единственной в Приднестровье газетой на украинском языке.
В издании публикуют материалы об общественно-политической жизни Приднестровья, России, Украины и Молдовы. Освещается деятельность Союза украинцев ПМР, городских и районных обществ украинской культуры, учебных заведений с украинским языком обучения. Рассказывается о национальных традициях и обрядах.